# Margareta Pogonat
Margareta Pogonat (ur. 6 marca 1933 w Jassach, Rumunia, zm. 11 maja 2014 w Bukareszcie) – rumuńska aktorka.

## Życiorys
Córka prawnika Alexandru Pogonata. W 1959 ukończyła studia w Instytucie Sztuki Teatralnej i Kinematografii w Bukareszcie. Po studiach pracowała w teatrze w Botoszanach, Jassach i w Ploeszti.
Na dużym ekranie zadebiutowała w 1957 niewielką rolą w filmie Pasărea furtunii (reż. Dinu Negreanu). Karierę międzynarodową rozpoczęła w 1972 od roli w brytyjskim filmie Papieżyca Joanna (reż. Michael Anderson). W jej dorobku znajduje się 28 ról filmowych.
Prowadziła wykłady sztuki aktorskiej dla studentów Uniwersytetu Ekologicznego w Bukareszcie (rom. Universitatea Ecologică din București). Zmarła na chorobę nowotworową.

## Filmografia
- 1957: Pasărea furtunii
- 1957: Două lozuri jako Tica
- 1963: Lumină de iulie
- 1965: Wspomnienia z dzieciństwa jako Cyganka
- 1966: Meandre jako Anda
- 1968: Legenda
- 1968: Kraina wiecznej młodości
- 1972: Papieżyca Joanna jako Țăranca
- 1972: Drum în penumbră
- 1972: Zestrea
- 1974: Trei scrisori secrete
- 1974: Actorul și sălbaticii jako Elvira
- 1977: Regăsirea
- 1979: Clipa
- 1981: Convoiul
- 1993: Crucea de piatră
- 2002: Binecuvântata fii, închisoare
- 2006: Margo